# 1786 na ciência

## Nascimentos
| Data            | Nome                    | Profissão                      | Nacionalidade                | Observações                            | Ref         |
| --------------- | ----------------------- | ------------------------------ | ---------------------------- | -------------------------------------- | ----------- |
| 5 de janeiro    | Thomas Nuttall          | botânico e zoólogo             | Reino da Grã-Bretanha        | m. 1859                                |             |
| 28 de janeiro   | Nathaniel Wallich       | Botânico                       | Reino da Dinamarca e Noruega | m. 1854                                |             |
| 19 de fevereiro | António Joaquim Barjona | médico e professor de Medicina | Portugal                     | m. 1866                                |             |
| 26 de fevereiro | François Arago          | físico, astrónomo e político   | França                       | m. 1853 Medalha Copley Medalha Rumford | [ 1 ] [ 2 ] |
| 24 de julho     | Joseph Nicolas Nicollet | matemático e geógrafo          | França                       | m. 1843                                |             |
| 3 de novembro   | Ernst Friedrich Germar  | Alemanha                       | naturalista                  | m. 1853                                |             |

## Mortes
| Data            | Nome                 | Profissão             | Nacionalidade         | Observações | Ref |
| --------------- | -------------------- | --------------------- | --------------------- | ----------- | --- |
| 25 de fevereiro | Thomas Wright        | astrónomo, matemático | Reino da Grã-Bretanha | n. 1711     |     |
| 21 de maio      | Carl Wilhelm Scheele | químico               | Suécia                | n. 1742     |     |
| 10 de novembro  | John Hope            | cirurgião e botânico  | Reino da Grã-Bretanha | n. 1725     |     |